# Мадонна канцлера Ролена
«Мадонна канцлера Ролена» (нидерл. De Maagd van kanselier Rolin) — картина нидерландского художника Яна ван Эйка, датируемая 1435 годом.
Никола Ролен (канцлер герцогства Бургундия при герцоге Филиппе Добром), чей донаторский портрет написан в левой части картины в молитвенной позе перед Мадонной, заказал это произведение для своей приходской церкви Нотр-Дам-дю-Шатель (фр. Église Notre-Dame du Châtel) в Отёне, где она находилась до сожжения церкви в 1793 году. После пребывания в соборе Отёна картина в 1805 году поступила в Лувр.

## Описание
На картине изображена Дева Мария с младенцем Иисусом на коленях, коронуемая ангелом и сидящая напротив канцлера Ролена. Действующие лица располагаются в итальянской лоджии, декорированной колоннами и барельефами. На дальнем плане виднеется город с пересекающей его рекой. Вероятно, это бургундский город Отён, родина Ролена. Некоторые из многочисленных земельных владений канцлера в окрестностях Отёна включены в пейзаж.
Маленький сад с цветами роз, ирисов, ландышей, пионов, видимый за колоннами лоджии, символизирует «Запертый сад» (hortus conclusus), непорочность Девы Марии. Позади сада просматриваются две мужские фигуры, стоящие спиной к зрителю. В человеке, облачённом в синие одежды с красным тюрбаном на голове и с посохом в левой руке, многие видят автопортрет художника. (На автопортрете Яна ван Эйка из коллекции Национальной галереи в Лондоне («Портрет человека в красном тюрбане») мы замечаем на художнике такой же красный тюрбан). Рядом с фигурами видны два павлина, символы бессмертия и гордости.

## Фильмография
- «Чудо в лоджии», фильм Алена Жобера[фр.] из цикла «Палитры» (Франция, 1989).

## Упоминание в культуре
- Песня «Мадонна канцлера Ролена» группы «Канцлер Ги» и проекта «Bregan D’Ert»